# 쇼타로 (가수)
쇼타로(본명: 오사키 쇼타로, 2000년 11월 25일 ~ )는 일본의 가수이자 래퍼, RIIZE의 멤버이다. 이전그룹인 NCT에서 함께했던 성찬과 RIIZE에서 함께 활동하게 됐다.